# Phytomyza pieninica
Phytomyza pieninica är en tvåvingeart som beskrevs av Nowakowski 1963. Phytomyza pieninica ingår i släktet Phytomyza och familjen minerarflugor.
Artens utbredningsområde är Polen. Inga underarter finns listade i Catalogue of Life.